# Vocale posteriore semichiusa arrotondata
| | Anteriori | Quasi anteriori | Centrali | Quasi posteriori | Posteriori |
| Chiuse | \| i • y ɨ • ʉ ɯ • u ɪ • ʏ ɪ̈ • ʊ̈ ɯ̞̈ • ʊ e • ø ɘ • ɵ ɤ • o e̞ • ø̞ ə ɤ̞ • o̞ ɛ • œ ɜ • ɞ ʌ • ɔ æ • ɐ a • ɶ ä • ɒ̈ ɑ • ɒ \| | \| i • y ɨ • ʉ ɯ • u ɪ • ʏ ɪ̈ • ʊ̈ ɯ̞̈ • ʊ e • ø ɘ • ɵ ɤ • o e̞ • ø̞ ə ɤ̞ • o̞ ɛ • œ ɜ • ɞ ʌ • ɔ æ • ɐ a • ɶ ä • ɒ̈ ɑ • ɒ \| | \| i • y ɨ • ʉ ɯ • u ɪ • ʏ ɪ̈ • ʊ̈ ɯ̞̈ • ʊ e • ø ɘ • ɵ ɤ • o e̞ • ø̞ ə ɤ̞ • o̞ ɛ • œ ɜ • ɞ ʌ • ɔ æ • ɐ a • ɶ ä • ɒ̈ ɑ • ɒ \| | \| i • y ɨ • ʉ ɯ • u ɪ • ʏ ɪ̈ • ʊ̈ ɯ̞̈ • ʊ e • ø ɘ • ɵ ɤ • o e̞ • ø̞ ə ɤ̞ • o̞ ɛ • œ ɜ • ɞ ʌ • ɔ æ • ɐ a • ɶ ä • ɒ̈ ɑ • ɒ \| | \| i • y ɨ • ʉ ɯ • u ɪ • ʏ ɪ̈ • ʊ̈ ɯ̞̈ • ʊ e • ø ɘ • ɵ ɤ • o e̞ • ø̞ ə ɤ̞ • o̞ ɛ • œ ɜ • ɞ ʌ • ɔ æ • ɐ a • ɶ ä • ɒ̈ ɑ • ɒ \| |
| Quasi chiuse                                                                                                  | \| i • y ɨ • ʉ ɯ • u ɪ • ʏ ɪ̈ • ʊ̈ ɯ̞̈ • ʊ e • ø ɘ • ɵ ɤ • o e̞ • ø̞ ə ɤ̞ • o̞ ɛ • œ ɜ • ɞ ʌ • ɔ æ • ɐ a • ɶ ä • ɒ̈ ɑ • ɒ \| | \| i • y ɨ • ʉ ɯ • u ɪ • ʏ ɪ̈ • ʊ̈ ɯ̞̈ • ʊ e • ø ɘ • ɵ ɤ • o e̞ • ø̞ ə ɤ̞ • o̞ ɛ • œ ɜ • ɞ ʌ • ɔ æ • ɐ a • ɶ ä • ɒ̈ ɑ • ɒ \| | \| i • y ɨ • ʉ ɯ • u ɪ • ʏ ɪ̈ • ʊ̈ ɯ̞̈ • ʊ e • ø ɘ • ɵ ɤ • o e̞ • ø̞ ə ɤ̞ • o̞ ɛ • œ ɜ • ɞ ʌ • ɔ æ • ɐ a • ɶ ä • ɒ̈ ɑ • ɒ \| | \| i • y ɨ • ʉ ɯ • u ɪ • ʏ ɪ̈ • ʊ̈ ɯ̞̈ • ʊ e • ø ɘ • ɵ ɤ • o e̞ • ø̞ ə ɤ̞ • o̞ ɛ • œ ɜ • ɞ ʌ • ɔ æ • ɐ a • ɶ ä • ɒ̈ ɑ • ɒ \| | \| i • y ɨ • ʉ ɯ • u ɪ • ʏ ɪ̈ • ʊ̈ ɯ̞̈ • ʊ e • ø ɘ • ɵ ɤ • o e̞ • ø̞ ə ɤ̞ • o̞ ɛ • œ ɜ • ɞ ʌ • ɔ æ • ɐ a • ɶ ä • ɒ̈ ɑ • ɒ \| |
| Semichiuse | \| i • y ɨ • ʉ ɯ • u ɪ • ʏ ɪ̈ • ʊ̈ ɯ̞̈ • ʊ e • ø ɘ • ɵ ɤ • o e̞ • ø̞ ə ɤ̞ • o̞ ɛ • œ ɜ • ɞ ʌ • ɔ æ • ɐ a • ɶ ä • ɒ̈ ɑ • ɒ \| | \| i • y ɨ • ʉ ɯ • u ɪ • ʏ ɪ̈ • ʊ̈ ɯ̞̈ • ʊ e • ø ɘ • ɵ ɤ • o e̞ • ø̞ ə ɤ̞ • o̞ ɛ • œ ɜ • ɞ ʌ • ɔ æ • ɐ a • ɶ ä • ɒ̈ ɑ • ɒ \| | \| i • y ɨ • ʉ ɯ • u ɪ • ʏ ɪ̈ • ʊ̈ ɯ̞̈ • ʊ e • ø ɘ • ɵ ɤ • o e̞ • ø̞ ə ɤ̞ • o̞ ɛ • œ ɜ • ɞ ʌ • ɔ æ • ɐ a • ɶ ä • ɒ̈ ɑ • ɒ \| | \| i • y ɨ • ʉ ɯ • u ɪ • ʏ ɪ̈ • ʊ̈ ɯ̞̈ • ʊ e • ø ɘ • ɵ ɤ • o e̞ • ø̞ ə ɤ̞ • o̞ ɛ • œ ɜ • ɞ ʌ • ɔ æ • ɐ a • ɶ ä • ɒ̈ ɑ • ɒ \| | \| i • y ɨ • ʉ ɯ • u ɪ • ʏ ɪ̈ • ʊ̈ ɯ̞̈ • ʊ e • ø ɘ • ɵ ɤ • o e̞ • ø̞ ə ɤ̞ • o̞ ɛ • œ ɜ • ɞ ʌ • ɔ æ • ɐ a • ɶ ä • ɒ̈ ɑ • ɒ \| |
| Medie | \| i • y ɨ • ʉ ɯ • u ɪ • ʏ ɪ̈ • ʊ̈ ɯ̞̈ • ʊ e • ø ɘ • ɵ ɤ • o e̞ • ø̞ ə ɤ̞ • o̞ ɛ • œ ɜ • ɞ ʌ • ɔ æ • ɐ a • ɶ ä • ɒ̈ ɑ • ɒ \| | \| i • y ɨ • ʉ ɯ • u ɪ • ʏ ɪ̈ • ʊ̈ ɯ̞̈ • ʊ e • ø ɘ • ɵ ɤ • o e̞ • ø̞ ə ɤ̞ • o̞ ɛ • œ ɜ • ɞ ʌ • ɔ æ • ɐ a • ɶ ä • ɒ̈ ɑ • ɒ \| | \| i • y ɨ • ʉ ɯ • u ɪ • ʏ ɪ̈ • ʊ̈ ɯ̞̈ • ʊ e • ø ɘ • ɵ ɤ • o e̞ • ø̞ ə ɤ̞ • o̞ ɛ • œ ɜ • ɞ ʌ • ɔ æ • ɐ a • ɶ ä • ɒ̈ ɑ • ɒ \| | \| i • y ɨ • ʉ ɯ • u ɪ • ʏ ɪ̈ • ʊ̈ ɯ̞̈ • ʊ e • ø ɘ • ɵ ɤ • o e̞ • ø̞ ə ɤ̞ • o̞ ɛ • œ ɜ • ɞ ʌ • ɔ æ • ɐ a • ɶ ä • ɒ̈ ɑ • ɒ \| | \| i • y ɨ • ʉ ɯ • u ɪ • ʏ ɪ̈ • ʊ̈ ɯ̞̈ • ʊ e • ø ɘ • ɵ ɤ • o e̞ • ø̞ ə ɤ̞ • o̞ ɛ • œ ɜ • ɞ ʌ • ɔ æ • ɐ a • ɶ ä • ɒ̈ ɑ • ɒ \| |
| Semiaperte | \| i • y ɨ • ʉ ɯ • u ɪ • ʏ ɪ̈ • ʊ̈ ɯ̞̈ • ʊ e • ø ɘ • ɵ ɤ • o e̞ • ø̞ ə ɤ̞ • o̞ ɛ • œ ɜ • ɞ ʌ • ɔ æ • ɐ a • ɶ ä • ɒ̈ ɑ • ɒ \| | \| i • y ɨ • ʉ ɯ • u ɪ • ʏ ɪ̈ • ʊ̈ ɯ̞̈ • ʊ e • ø ɘ • ɵ ɤ • o e̞ • ø̞ ə ɤ̞ • o̞ ɛ • œ ɜ • ɞ ʌ • ɔ æ • ɐ a • ɶ ä • ɒ̈ ɑ • ɒ \| | \| i • y ɨ • ʉ ɯ • u ɪ • ʏ ɪ̈ • ʊ̈ ɯ̞̈ • ʊ e • ø ɘ • ɵ ɤ • o e̞ • ø̞ ə ɤ̞ • o̞ ɛ • œ ɜ • ɞ ʌ • ɔ æ • ɐ a • ɶ ä • ɒ̈ ɑ • ɒ \| | \| i • y ɨ • ʉ ɯ • u ɪ • ʏ ɪ̈ • ʊ̈ ɯ̞̈ • ʊ e • ø ɘ • ɵ ɤ • o e̞ • ø̞ ə ɤ̞ • o̞ ɛ • œ ɜ • ɞ ʌ • ɔ æ • ɐ a • ɶ ä • ɒ̈ ɑ • ɒ \| | \| i • y ɨ • ʉ ɯ • u ɪ • ʏ ɪ̈ • ʊ̈ ɯ̞̈ • ʊ e • ø ɘ • ɵ ɤ • o e̞ • ø̞ ə ɤ̞ • o̞ ɛ • œ ɜ • ɞ ʌ • ɔ æ • ɐ a • ɶ ä • ɒ̈ ɑ • ɒ \| |
| Quasi aperte                                                                                                  | \| i • y ɨ • ʉ ɯ • u ɪ • ʏ ɪ̈ • ʊ̈ ɯ̞̈ • ʊ e • ø ɘ • ɵ ɤ • o e̞ • ø̞ ə ɤ̞ • o̞ ɛ • œ ɜ • ɞ ʌ • ɔ æ • ɐ a • ɶ ä • ɒ̈ ɑ • ɒ \| | \| i • y ɨ • ʉ ɯ • u ɪ • ʏ ɪ̈ • ʊ̈ ɯ̞̈ • ʊ e • ø ɘ • ɵ ɤ • o e̞ • ø̞ ə ɤ̞ • o̞ ɛ • œ ɜ • ɞ ʌ • ɔ æ • ɐ a • ɶ ä • ɒ̈ ɑ • ɒ \| | \| i • y ɨ • ʉ ɯ • u ɪ • ʏ ɪ̈ • ʊ̈ ɯ̞̈ • ʊ e • ø ɘ • ɵ ɤ • o e̞ • ø̞ ə ɤ̞ • o̞ ɛ • œ ɜ • ɞ ʌ • ɔ æ • ɐ a • ɶ ä • ɒ̈ ɑ • ɒ \| | \| i • y ɨ • ʉ ɯ • u ɪ • ʏ ɪ̈ • ʊ̈ ɯ̞̈ • ʊ e • ø ɘ • ɵ ɤ • o e̞ • ø̞ ə ɤ̞ • o̞ ɛ • œ ɜ • ɞ ʌ • ɔ æ • ɐ a • ɶ ä • ɒ̈ ɑ • ɒ \| | \| i • y ɨ • ʉ ɯ • u ɪ • ʏ ɪ̈ • ʊ̈ ɯ̞̈ • ʊ e • ø ɘ • ɵ ɤ • o e̞ • ø̞ ə ɤ̞ • o̞ ɛ • œ ɜ • ɞ ʌ • ɔ æ • ɐ a • ɶ ä • ɒ̈ ɑ • ɒ \| |
| Aperte | \| i • y ɨ • ʉ ɯ • u ɪ • ʏ ɪ̈ • ʊ̈ ɯ̞̈ • ʊ e • ø ɘ • ɵ ɤ • o e̞ • ø̞ ə ɤ̞ • o̞ ɛ • œ ɜ • ɞ ʌ • ɔ æ • ɐ a • ɶ ä • ɒ̈ ɑ • ɒ \| | \| i • y ɨ • ʉ ɯ • u ɪ • ʏ ɪ̈ • ʊ̈ ɯ̞̈ • ʊ e • ø ɘ • ɵ ɤ • o e̞ • ø̞ ə ɤ̞ • o̞ ɛ • œ ɜ • ɞ ʌ • ɔ æ • ɐ a • ɶ ä • ɒ̈ ɑ • ɒ \| | \| i • y ɨ • ʉ ɯ • u ɪ • ʏ ɪ̈ • ʊ̈ ɯ̞̈ • ʊ e • ø ɘ • ɵ ɤ • o e̞ • ø̞ ə ɤ̞ • o̞ ɛ • œ ɜ • ɞ ʌ • ɔ æ • ɐ a • ɶ ä • ɒ̈ ɑ • ɒ \| | \| i • y ɨ • ʉ ɯ • u ɪ • ʏ ɪ̈ • ʊ̈ ɯ̞̈ • ʊ e • ø ɘ • ɵ ɤ • o e̞ • ø̞ ə ɤ̞ • o̞ ɛ • œ ɜ • ɞ ʌ • ɔ æ • ɐ a • ɶ ä • ɒ̈ ɑ • ɒ \| | \| i • y ɨ • ʉ ɯ • u ɪ • ʏ ɪ̈ • ʊ̈ ɯ̞̈ • ʊ e • ø ɘ • ɵ ɤ • o e̞ • ø̞ ə ɤ̞ • o̞ ɛ • œ ɜ • ɞ ʌ • ɔ æ • ɐ a • ɶ ä • ɒ̈ ɑ • ɒ \| |
| i • y ɨ • ʉ ɯ • u ɪ • ʏ ɪ̈ • ʊ̈ ɯ̞̈ • ʊ e • ø ɘ • ɵ ɤ • o e̞ • ø̞ ə ɤ̞ • o̞ ɛ • œ ɜ • ɞ ʌ • ɔ æ • ɐ a • ɶ ä • ɒ̈ ɑ • ɒ | | | | | |

La vocale posteriore semichiusa arrotondata è un suono vocalico usato in alcune lingue. Il suo simbolo nell'Alfabeto fonetico internazionale è [o], e l'equivalente simbolo X-SAMPA è o.

## Caratteristiche
- La sua posizione è posteriore; la pronuncia avviene infatti posizionando la lingua più indietro possibile rispetto alla bocca, senza tuttavia ostruire il passaggio dell'aria.
- Il suo grado di apertura è semichiusa; la pronuncia avviene infatti posizionando la lingua tra una vocale chiusa e una vocale media.
- È una vocale arrotondata; durante la pronuncia, infatti, le labbra vengono arrotondate.

## Occorrenze

### In italiano
In italiano tale fono è reso con la grafia ⟨o⟩ o ⟨ó⟩ ed è presente per esempio nella parola dono [ˈdono]. È conosciuto come la O chiusa in italiano.

### In francese
In francese tale fono è presente per esempio nella parola réseau "rete" [ʁeˈzo].

### In inglese
In alcune varietà dell'inglese tale fono è presente. Per esempio:
- In inglese australiano nella parola caught "preso" [kʰoːt].
- In inglese americano nella parola bone "osso" [boːn], ma viene spesso realizzata come il dittongo /oʊ/: [boʊ̯n].

### In tedesco
In tedesco tale fono è presente per esempio nella parola Kohl "cavolo" [kʰoːl].

## Vocale posteriore media arrotondata
Molte lingue come lo spagnolo e il giapponese hanno una vocale posteriore media arrotondata. Comunque, poiché nessuna lingua distingue tra una vocale media e una vocale semichiusa o semiaperta, non c'è un simbolo IPA per rappresentare la vocale media, e si usa generalmente [o]. Se c'è bisogno di precisione, si può aggiungere un diacritico abbassante: [o̞].

### Occorrenze
Per semplicità il diacritico abbassante è omesso nelle seguenti trascrizioni.

#### In italiano
In italiano standard questo fono ricorre dopo /i, e, u/ accentati, specialmente in fine di frase, es. /ˈviːno̞, ˈneːro̞, ˈskuːro̞/. L'uso di un vocoide completamente chiuso [o] in tali parole è da considerarsi non-standard, soprattutto se impiegato massicciamente, e caratteristico di varie zone del Nord (per es. Brianza) e del Centro (per es. Lazio; tipicamente romano).

#### In giapponese
In giapponese tale fono è presente per esempio nella parola 日本 (nihon, 'Giappone') [nʲiho̞ɴ].

#### In rumeno
In rumeno tale fono è reso con la grafia ⟨o⟩ ed è presente per esempio nella parola copil "bambino" [ko̞ˈpil].

#### In spagnolo
In spagnolo tale fono è reso con la grafia ⟨o⟩ ed è presente per esempio nella parola todo "tutto" [ˈt̪o̞ð̞o̞].